# VR Sm3 sorozat

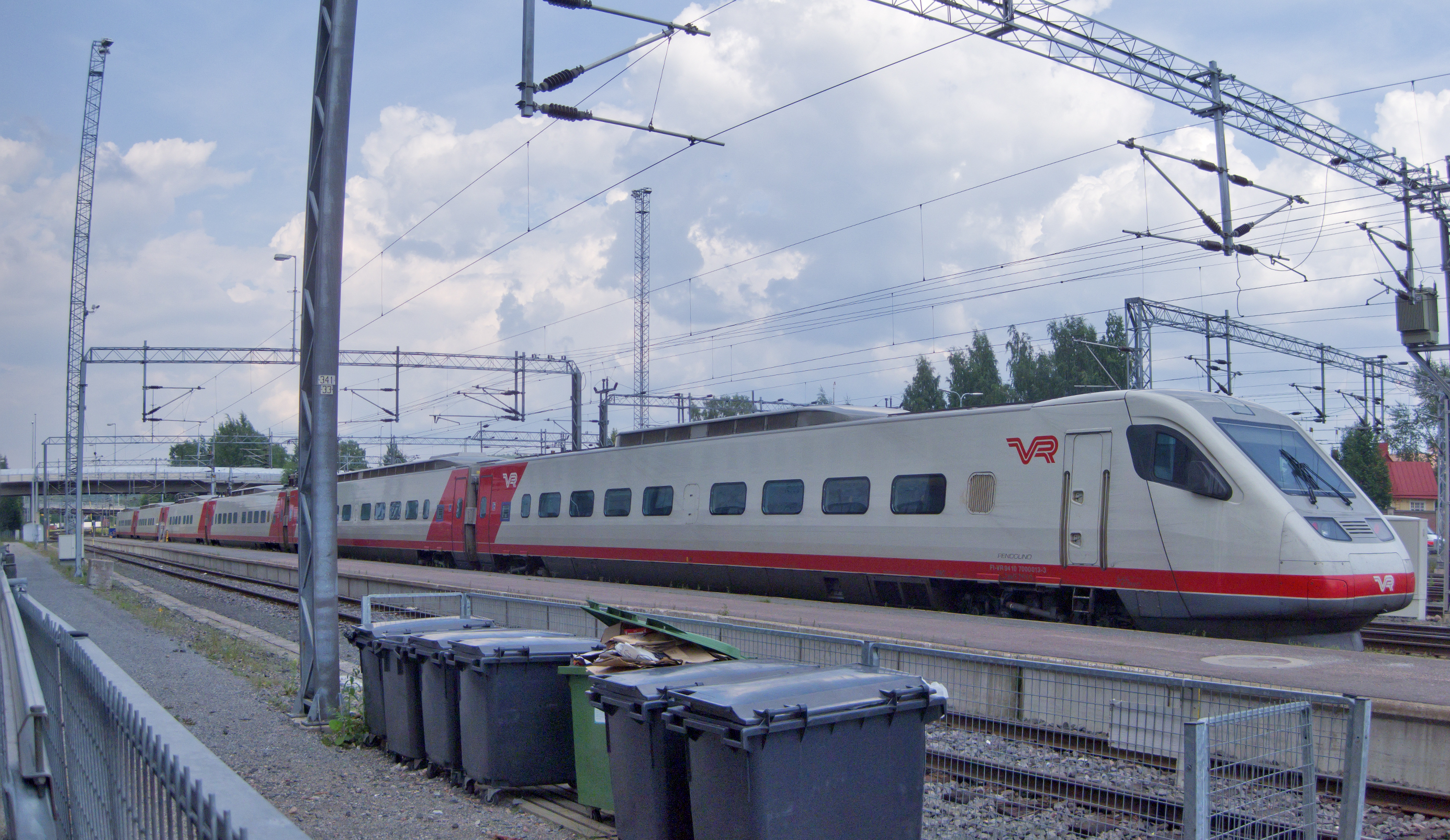
A motorvonat korábbi festése

A VR Sm3 sorozat egy finn nagysebességű villamosmotorvonat-sorozat. Összesen 18 darabot gyártott belőle a Fiat Ferroviaria és az Alstom 1995 és 2006 között.

## Pendolino útvonalak

A Pendolino útvonalai zölddel jelölve Finnország területén

A motorvonatok útvonala sugaras, központja Helsinki, innen indulnak a szerelvények a finn nagyvárosok irányába.:
- Helsinki-Oulu
- Helsinki-Turku
- Helsinki-Jyväskylä-Kuopio
- Helsinki-Kouvola-Iisalmi-Kajaani
- Helsinki-Joensuu